# بلی
بلی (به فرانسوی: Belley) یک کمون در فرانسه با جمعیت ۸٬۷۵۰ نفر است که در Canton of Belley واقع شده‌است.